# Hayley Mills
Hayley Catherine Rose Vivien Mills, född 18 april 1946 i London, är en brittisk skådespelare.

## Biografi
Hayley Mills är dotter till skådespelaren John Mills och yngre syster till skådespelerskan Juliet Mills.
Hayley Mills gjorde en uppmärksammad filmdebut, endast 13 år gammal, i Farligt ögonvittne (1959), där hon spelade en flicka som blir vittne till ett mord. För denna rollprestation vann hon pris vid filmfestivalen i Berlin och tecknade ett femårskontrakt med Walt Disney. Där blev hon omgående en populär barnstjärna och belönades med en Special-Oscar för Pollyanna (1960). Hon bröt tvärt med sin sockersöta image när hon 1966 gjorde en nakenscen i filmen Ung smekmånad.
I vuxen ålder har hon inte haft några större framgångar på filmduken.
Hayley Mills var gift 1971–1976 med den 33 år äldre regissören Roy Boulting. I äktenskapet föddes sonen Crispian Mills, sångare i bandet Kula Shaker. Åren 1976–1984 var hon sambo med skådespelaren Leigh Lawson och fick ytterligare en son.

## Filmografi i urval
- 1959 – Farligt ögonvittne
- 1960 – Pollyanna
- 1961 – Föräldrafällan
- 1961 – Oskyldiga ögon
- 1964 – Natt utan måne
- 1966 – Ung smekmånad
- 1972 – Oändlig natt
- 1981 – Thika – min afrikanska barndom (TV-serie)
- 1988 – Döden till mötes
- 1994 – Trollet i parken (röst)